# 氟乐灵
氟乐灵是一种含氮有机氟化合物，分子式C
13H
16F
3N
3O
4，属于二硝基苯胺类除草剂。